# Max Waldeck
Max Waldeck (* 25. Oktober 1878 in Korbach, Waldeck; † 22. April 1970 in Ludwigsburg) war ein deutscher Ministerialbeamter in Preußen.

## Leben

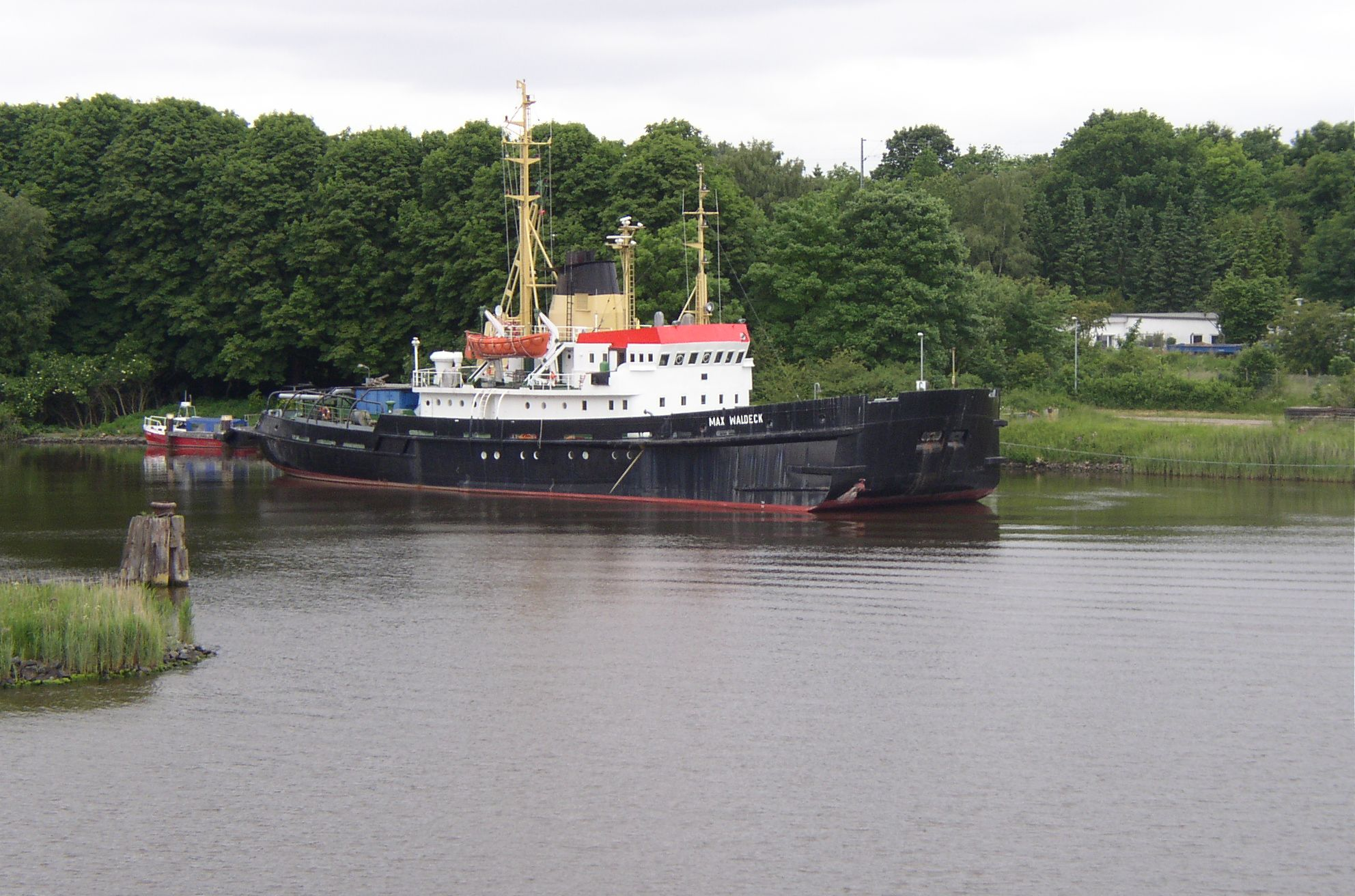
Eisbrecher Max Waldeck

Waldeck studierte an der Eberhard Karls Universität Tübingen Rechtswissenschaft. 1897 wurde er im Corps Borussia Tübingen recipiert. Er bestand 1900 das erste und 1905 das zweite Juristenexamen. Ab 1907 arbeitete er für die Preußischen Staatseisenbahnen. Seit 1908 Regierungsassessor, kam er 1912 als Hilfsarbeiter in die Eisenbahnabteilung des preußischen Ministeriums der öffentlichen Arbeiten. Seit 1913 Regierungsrat, wechselte er 1917 zum Reichskommissar für Übergangswirtschaft. 1918 kam er als Geheimer Regierungsrat und Vortragender Rat zum Reichswirtschaftsministerium. Seit 1920 Ministerialrat, wurde er 1933 als Ministerialdirigent in das Reichswirtschaftsministerium und das Preußische Ministerium für Wirtschaft und Arbeit versetzt. 1935–1942 war er Ministerialdirektor im Reichsverkehrsministerium. Als solcher wurde er 1966 Namensgeber für den Eisbrecher Max Waldeck.